# Ludzkość

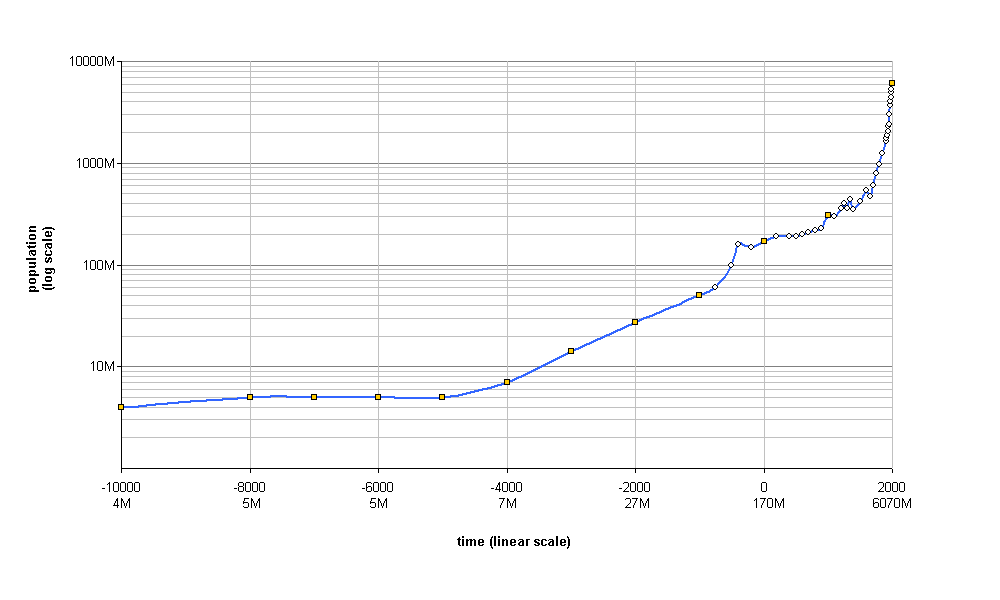
Wzrost populacji ludzkości w latach 10000 p.n.e. - 2000 n.e.

Ludzkość – pojęcie oznaczające zarówno wszystkich przedstawicieli gatunku człowiek rozumny, zamieszkujących Ziemię, jak również naturę ludzką, której przypisywane są pozytywne wartości (jak dobroć, życzliwość, szlachetność).